# Азербайджанський фольклор

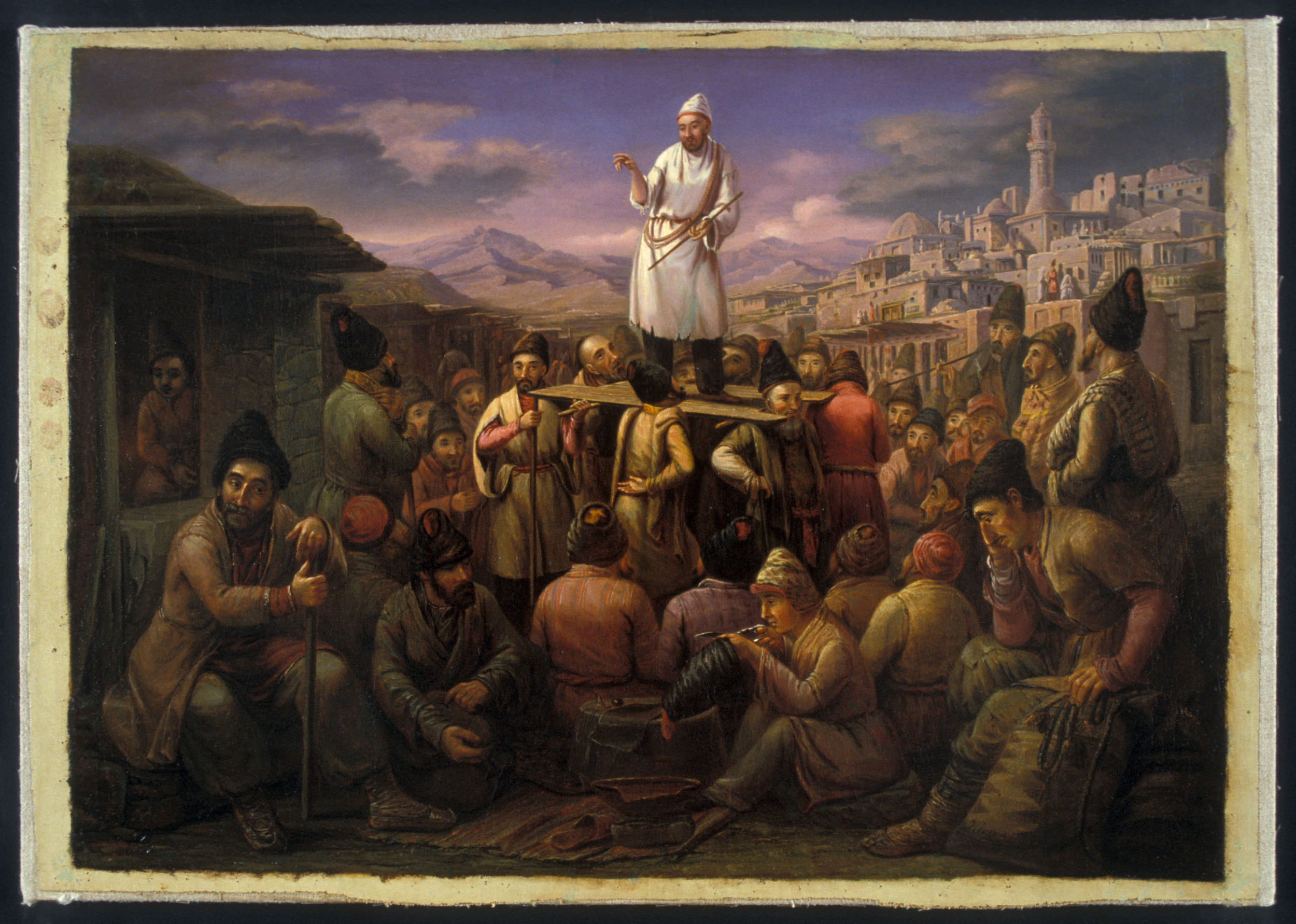
Оповідач у Баку. Август Вільгельм Кізеветтер (1811—1865).

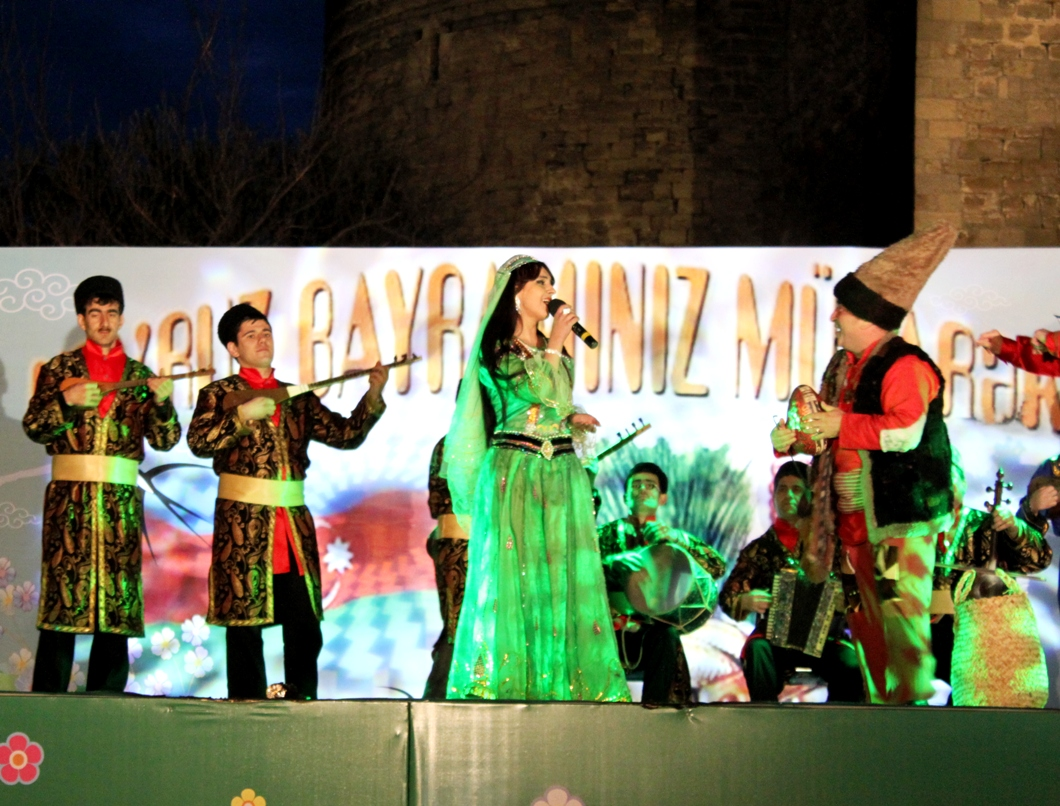
Народне театралізоване дійство «Коса ве гелин» (коса і наречена) під час фестивалю Новруз у Баку

Азербайджанський фольклор — усна народна творчість азербайджанського народу, представлена трудовими, обрядовими та побутовими піснями, легендарними, любовними та історико-героїчними епічними творами (дастанами), казками, гуморесками (лятіфа), прислів'ями, приказками, загадками. Такі дастани, як «Кероглу», «Аслі та Керем», «Ашик-Гаріб», «Шах Ісмаїл» займають основне місце в азербайджанському фольклорі. Багато з них пов'язані з історичними подіями і відбивають патріотичні, гуманістичні почуття народу.

## Мистецтво ашугів
Мистецтво азербайджанських ашугів вважається символом національної ідентичності та хранителем азербайджанської мови, літератури і музики. Ашуги в Азербайджані завжди висловлювали почуття народу, оспівували відданість батьківщині.
Ашузька творчість, є вільною, вирізняється досить широким і різноманітним змістом, який включає епічні дастани, пісні, що оспівують свободу і героїзм народу, а також дружбу і любов.
Музично-поетична творчість ашугів займає помітне місце в професійній усній традиції азербайджанської музики.
2009 року мистецтво азербайджанських ашугів включено до репрезентативного Списку нематеріальної культурної спадщини ЮНЕСКО. Серед пам'яток народної поезії переважають ліричні вірші баяти і гошма. А починаючи з XVI—XVII ст. записуються твори народних співаків-ашугів, які були основними творцями народної поезії. Донині дійшли твори таких ашугів, як Гурбані, Сари-ашуг, Аббас Туфарганли, Валех та ін. Серед азербайджанських ашугів кінця XIX—XX ст. можна назвати Алескера, Гусейна Бозалганли, Асада Рзаєва, Мірзу Байрамова, Шамшира Годжаєва, Іслама Юсіфова, Гусейна Джавіда, пісні яких дуже популярні.

## Казки
Азербайджанські казки, твори усної творчості азербайджанського народу. Вони різноманітні за змістом і багаті за своєю формою. В азербайджанських казках відбилося героїчне минуле азербайджанського народу, його боротьба проти місцевих і іноземних поневолювачів, духовно-моральні та суспільно-філософські погляди. Казки донесли до наших днів найдавніші народні традиції і звичаї місцевого народу. В них зображені картини природи Азербайджану, його зелені луки і пасовища, гори, дзюркотливі річки, квітучі сади і багато іншого.
За своєю суттю і за змістом азербайджанські казки умовно поділяються на три види: «казки про тварин», «казки про простих людей» і «чарівні казки».

## Легенди
В процесі формування азербайджанської прози одним з жанрів, що займають особливе місце, були перекази. Дія в переказах охоплює конкретні історичні факти і події, і закінчуються перекази повчальної кінцівкою.
Азербайджанські перекази поділяються на 3 види:
- морально–повчальні;
- топонімічні перекази;
- релігійні перекази.

Якщо в першій групі перекази мають на меті прищеплення морально — повчальних якостей, то друга група, переважно, виникла у зв'язку з життям народу, його побутом, у зв'язку з назвами річок, гір, сіл тощо.
З цієї точки зору прикладом є перекази, пов'язані з горою Бешбармаг (5 пальців), Пирабджабар, Сельджабар, Пірсаат.
У третій групі переказів також привертає увагу повчальна кінцівка. В їх числі є перекази пов'язані з окремими пророками, священними вогнищами, з конкретними подіями і фактами, що стосуються ахундів (релігійний служитель) і газі (учасники війни). Наприклад, перекази, пов'язані з пророком Сулейманом, можна віднести до найцікавіших переказів третьої групи.
Однією з найвідоміших легенд Азербайджану є легенда про Дівочу вежу («Гиз галаси»). Існує безліч легенд і переказів пов'язаних зі спорудженням даної вежі.

## Пісні
Пісенна творчість, відбиває різні боки життя народу. Вона охоплює трудові пісні («Зехметін ішигі» — «Промені праці», «Бічінчі негмесі» — «Пісня косаря» та ін.), історичні («Гачаг Набі», «Піяда Кер-огли» — «Піший Кер-огли», та ін), ліричні («Бу гелен яру бензер» — «Ти схожа на кохану», «Ай бері бах» — «Глянь сюди», «Галанин дібінде» — «Біля підніжжя фортеці», «Ай, лачин» — «О, сокіл», «Сари Гялін» — «Золотокоса наречена» та ін), обрядові («Гей, лалла» — весільна, і ін), жартівливі («Єрі, єрі» — «Йди, йди», та ін) тощо. Мелодика пісень майже завжди характеризується низхідним рухом, варіантним розвитком заголовних поспівок. Винятково багата метроритміка пісень, підпорядкована тактовим розмірами — 6/8, 3/4, 2/4. Пісні виконуються соло, рідше — хором (переважно в унісон).

## Дастан
Дастан, один з найдавніших і масштабних проявів епічного мислення тюркських народів, є основним фактором, що зв'язує творчість ашугів і усну народну літературу. В дастані поєднані поезія і проза. З цієї причини, дастан вважається не тільки епічним, але й лірико-епічним твором.
Дастан ділиться на 2 групи:
- героїчний дастан;
- любовний дастан.

Найвідомішими і поширеними серед азербайджанського народу є дастани «Кітабі деде Коркуд», «Кероглу», «Втікач Набі», «Втікач Керем», «Саттархан», «Аслі та Керем», «Тахір і Зохра», «Аббас і Гюльгез», «Шах Ісмаїл» тощо.

## Прислів'я
- Барана підвішують за баранячу ногу, цапа — за цапину.
- Біда на голову з язика валиться.
- Біда не приходить сама.
- Без чоловіка жінка, що кінь без вуздечки.
- Без півня і ранок не настане.
- Білу стіну в будь-який колір пофарбуєш.
- Благочестя не до бороди пристало, а то й коза б стала священником.
- Близький сусід кращий від далекого родича.
- Бог в димохід нічого не кине — сам зароби.
- Бійся осені — за нею зима; не бійся зими — за нею весна.
- Біль забувається, звичка — ні.
- Будь рабом совісті і паном волі.
- Будь слугою совісті і господарем волі.
- Був би місяць зі мною, а зірки — плювати.
- Без біди і друга не знаєш.
- Без кота мишам масляна.
- Без муки нема науки.
- Без вогню диму не буває.
- Без батька — пів сироти, а без матері — вся сирота.
- Без праці меду не поїси.
- Береженого і бог береже.
- Ближня солома краще, ніж далеке сінце.
- Близький сусід краще, ніж далека рідня.
- Битливій корові бог ріг не дає.
- Більше слухай, а менше говори.
- Великому кораблю велике плавання.

## Загадки
Загадки, один з найцікавіших жанрів, що виникли шляхом художнього втілення видимих і невидимих рис багатьох життєвих фактів і подій.
Історія зародження загадок пов'язана з дуже давніми часами. У книзі М. Кашгарі «Дівані-люгаті-іт тюрк» (Словник тюркських мов, XI століття) йдеться про зародження загадок у тюркських кланах під назвою «Табзуз». У тюрків загадки і іменуються як «білмеджа», «тапишма», «тапмаджа» «матал», «ушук» тощо.
Азербайджанські загадки :
- Проти сонця сильна,
Проти вітру слабка,
А сама незряча –
Нема очей, а плаче.(Хмара)
- Вдень і вночі напоготові,
На льоту, на скаку,
Він на млині господар
І працівник на току.(Вітер)
- В небі починається,
На землі закінчується(Дощ)
- В криницю дядечко звалився,
Так вухами зачепився.(Кинджал у піхвах)
- У неї смутку немає,
Я йду — вона слідом.(Глобус)
- Є кавун, в ньому зерен немає,
А вмістить весь білий світ.(Глобус)
- Привчається до праці,
Збирає заздалегідь їжу,
Спить всю зиму безперервно.
Хто мені назве?
(Мурашка)
- День і ніч іде дівиця –
Їй не можна зупинитися.
(Річка)
- Блакитний атлас,
Дорогий атлас,
А посередині –
Золотистий таз.
(Небо і сонце)